# دين الدولة
| المسيحية الإسلام البوذية دولة علمانية |

دين الدولة أو الديانة الرسمية هي العقيدة الدينية التي تتبناها الدولة بشكل رسمي في دستورها، وعمليًّا الدول التي ليس لها دين رسمي تُعدُّ دولًا علمانية.
يرتبط مصطلح «الكنيسة الرسمية للدولة» بالديانة المسيحية تاريخيًّا مع نشأة الكنيسة الرسمية للدولة في الإمبراطورية الرومانية، ويستخدم أحيانًا للدلالة على فرع معين وطني حديث للمسيحية.
مصطلح دين الدولة يعني دولة ذات مؤسسات رسمية أو حكومة دينية، ولكن الدولة ليست بحاجة إلى أن تكون تحت سيطرة الكنيسة (كما هو الحال في النظام الثيوقراطي)، ولا الكنيسة التي تقرها الدولة تحتاج بالضرورة أن تكون تحت سيطرة الدولة.
المؤسسة الدينية التي ترعاها الدولة وجدت في العصور القديمة مثل الشرق الأدنى القديم وعصور ما قبل التاريخ. كانت أول دولة مسيحية هي أرمينيا والتي اتخذت الكنيسة الأرمينية الرسولية دينًا رسميًّا، وذلك في عام 301م.

## أنواع دين الدولة
تتفاوت درجة وطبيعة دعم الدولة لمذهب أو عقيدة معينة كدين للدولة ويختلف من دولة إلى أخرى. يمكن أن تتراوح من مجرد تأييد ودعم مالي، مع حرية الممارسة والعقيدة لأديان أخرى، إلى منع أي هيئة دينية مخالفة للعقيدة الرسمية واضطهاد أتباع المذاهب الأخرى. في أوروبا تطورت المنافسة بين الطوائف الكاثوليكية والبروتستانتية برعاية الدولة في القرن السادس عشر، حتى صلح أوغسبورغ عام 1555 وقد أنهت رسميًّا الصراع الديني بين الطائفتين وصنعت انفصالًا قانونيًّا دائمًا للمسيحية داخل الإمبراطورية الرومانية المقدسة. سمح البند "Cuius regio, eius religio" الشهير بالوثيقة للأمراء الألمان باختيار إما اللوثرية أو الكاثوليكية ضمن أراضيهم، وتنتهي بتأكيد استقلالهم بدولهم. أعطيت الأسر فترة كانوا خلالها أحرارًا بالهجرة إلى مناطق أخرى ذات دين يرضونه. في إنكلترا البروتستانتية فرض ملوكها أنفسهم في 1533، رؤساء الكنيسة الأنجليكية بدلًا من البابا، بينما في إسكتلندا كنيسة إسكتلندا قابلت دين الحاكم.
في بعض الحالات قد تكون منطقة إدارية ترعاها وتمولها مجموعة من الطوائف الدينية؛ هذا هو الحال في الألزاس وموسيل في فرنسا بموجب قانونها المحلي، في أعقاب النمط الجاري في ألمانيا.
في بعض الدول الشيوعية، ولا سيما في كوريا الشمالية وكوبا، الدولة ترعى المنظمات الدينية، وينظر على نطاق واسع لأديان الدولة كجهود من قبل الدولة لمنع مصادر بديلة للسلطة. [بحاجة لمصدر]

### حالة الكنائس
هناك أيضًا فرق بين «الكنيسة الرسمية للدولة» أو الكنيسة الوطنية والمصطلح الأوسع «دين الدولة».
«الكنيسة الرسمية للدولة» تختلف كمصطلح عن الكنيسة الوطنية، فالثانية هي دين الدولة التي أنشأتها الدولة لاستخدامها حصرًا من جانب تلك الدولة، على سبيل المثال كنيسة إنجلترا (والتي كانت في السابق كنيسة كاثوليكية حتى تم فصلها من قبل الملك هنري الثامن في عام 1534). مثال على «دين الدولة» وهي في هذه الحالة ليست «الكنيسة الرسمية للدولة»، مثال على «الكنيسة الرسمية للدولة» هي الكنيسة الرومانية الكاثوليكية في كوستاريكا الذي تم قبولها باعتبارها دين الدولة في الدستور عام 1949، على الرغم من عدم وجود كنيسة وطنية خاصة بسكان كوستاريكا. اعتبارًا من عام 2012 كان هناك ستة كنائس الدولة، حيث أن معظم الدول التي ظهرت فيها كنائس دولة حصل فيها فصل الدين عن الدولة.

### نزع الصفة الرسمية عن الكنيسة
نزع الصفة الرسمية عن الكنيسة هي عبارة عن حرمان كنيسة من وضعها بوصفها جهازًا من أجهزة الدولة، ومن المعروف عن معارضي نزع الصفة الرسمية باسم "antidisestablishmentarians".

## أديان الدولة الحالية
حاليَا، تتخذ بعض الدولة أديان رسمية منها المسيحية أو الإسلام أو البوذية.

### البلدان المسيحية
الدول التالية تتخذ شكل من أشكال المسيحية كدين للدولة أو الدين الرسمي فيها (من طائفة):

#### المسيحية (من دون طائفة)
- زامبيا: بعد «أعلنت زامبيا عن نفسها دولة مسيحية في عام 1991»، «حث نائب الرئيس للأمة المواطنين إلى 'أن يكون التوجه المسيحي في كافة المجالات، وعلى جميع المستويات».[2]
- الألزاس وموسيل في  فرنسا. تمنح هذه المناطق صفة رسمية إلى أربعة من الأديان في هذه المنطقة وهي: اليهودية، والكنيسة الرومانية الكاثوليكية، واللوثرية والكالفينية.

أخرى
- المجر: على الرغم من أن المجر دولة علمانية لا تملك دين رسمي للدولة، إلا أنّ الدستور يعترف ويعطي مكانة لدور الديانة المسيحية في بناء هوية الأمة الهنغاريّة.[3] في ديباجة الدستور المجري عام 2011 يصف المجر بأنها «جزء من أوروبا المسيحية» وتقر «بدور المسيحية في الحفاظ على الأمّة»، في حين أن المادة السابعة تنص على أنه «يجب على الدولة التعاون مع الكنائس لتحقيق أهداف المجتمع». ومع ذلك، يضمن الدستور أيضًا حرية الدين والفصل بين الدين والدولة.[4]

#### الكاثوليكية
الدول التي تعترف في الكاثوليكية كدين الدولة الرسمي:
- كوستاريكا: تؤكد المادة 75 من دستور كوستاريكا أن «الكنيسة الرومانية الكاثوليكية والرسولية هو دين الدولة، مما يسهم في الحفاظ عليها، دون أن يمنع تلك الممارسة الحرة في الجمهورية للأشكال الأخرى من العبادة والتي لا نعارض الأخلاق العالمية أو العادات الجيدة».[5]
- ليختنشتاين: يصف دستور ليختنشتاين الكنيسة الكاثوليكية بأنها دين الدولة وتتمتع «بالحماية الكاملة للدولة». ومع ذلك يضمن الدستور حرية العبادة لأتباع الديانات الأخرى حيث «يحق ممارسة عقائدهم وشعائرهم الدينية بالقدر الذي يتفق مع الأخلاق والنظام العام».[6]
- مالطا: تعلن المادة الثانية من دستور مالطا أنّ «دين مالطا هو الكاثوليكية الرسولية».[7]
- موناكو: تصف المادة 9 من دستور موناكو أنّ «الكنيسة الرومانية الكاثوليكية الرسولية هي دين الدولة».[8]
- الفاتيكان: هي دولة (ثيوقراطية) حيث أنَّ البابا هو الرئيس الروحي الأعلى للكنيسة الكاثوليكية وهو يتمتع بعدة صفات كخليفة القديس بطرس،[9] ونائب المسيح على الأرض وأسقف روما وبطريرك الغرب ورأس الكنيسة المنظورة، ويلقب أيضًا بالحبر الأعظم والأب الأقدس وصاحب القداسة، ويحل لقب «سيد أو ملك الفاتيكان» في المرتبة السادسة من سلسلة ألقابه وتعريفاته منذ عام 1929.[10]

كان من المعروف أن جزءًا كبيرًا من أوروبا الغربية التي حكمت سابقًا تحت إمرة الكنيسة الكاثوليكية وعرفت في اسم العالم المسيحي، والتي كان يرأسها اسميًا إمبراطور الإمبراطورية الرومانية المقدسة، حامي الكاثوليكية، ولكن عقب ظهور البروتستانتية والتنوير لاحقًا، أعلنت ولايات مختلفة بروتستانتية جديدة وظهر فصل الكنيسة عن الدولة تمامًا.
أخرى
وهناك عدد من البلدان تعطي تقديرًا خاصًا ومكانة مميزة إلى الكاثوليكية في دساتيرها على الرغم من عدم جعلها دين الدولة. بما في ذلك:
- أندورا
- الأرجنتين: تنص المادة 2 من الدستور صراحة على أن الحكومة تؤيد الكنيسة الكاثوليكية، ولكن الدستور لا يحدد دين الدولة.[11]
- إيطاليا
- جمهورية الدومينيكان
- السلفادور[12]
- بنما: يعترف الدستور بأن الكاثوليكية هي «دين الأغلبية» للمواطنين ولكن لا تعتبرها دين الدولة الرسمي.
- باراغواي[13]
- بيرو[14]
- بولندا[15]
- البرتغال
- إسبانيا[16]

جميع الكانتونات السويسرية تعطي اعتراف رسمي إلى كل من الكنيسة الكاثوليكية والكنيسة البروتستانتية السويسرية، بإستثناء جنيف ونوشاتيل. سويسرا نفسها لا يوجد لديها دين رسمي أو دين دولة.

#### الأرثوذكسية الشرقية
الدول التي تعطي شرعية وتتخذ من الأرثوذكسية الشرقية دين الدولة هي:
- اليونان: يعتبر الدستور اليوناني الكنيسة اليونانية الأرثوذكسية باعتبارها الدين السائد في البلاد.[17] كما ويشير الدستور إلى مركز الأرثوذكسية المُهّم في المجتمع اليوناني.
- جبل آثوس.

آخرى
- جورجيا: لا يعتبر الدستور الجورجي الكنيسة الجورجية الرسولية الأرثوذكسية الدين الرسمي للبلاد؛ إلا أنها تحظى بمكانة مميزة في الدولة، حيث يعترف الدستور «بالدور الخاص للكنيسة الأرثوذكسية الرسولية في جورجيا في تاريخها واستقلالها».[18]
- فنلندا: لا تعتبر الكنيسة الفنلندية الأرثوذكسية [19] دين الدولة في فنلندا ولكن لديها علاقة خاصة مع الحكومة الفنلندية. البنية الداخلية للكنيسة موجودة في قانون الكنيسة الأرثوذكسية. الكنيسة لديها القدرة على فرض الضرائب على أعضائها والشركات إذا كان غالبية المساهمين فيهم من أعضائها. الكنيسة لا تعتبر نفسها كنيسة الدولة، والدولة لا تملك سلطة للتأثير على أعمالها الداخلية أو اللاهوتية.
- بلغاريا: يعترف الدستور البلغاري بالكنيسة البلغارية الأرثوذكسية تحت اسم «الدين التقليدي» للشعب البلغاري، ولكن الدولة نفسها لا تزال علمانية.

#### البروتستانتية

##### لوثرية
الدول التي تعترف في الكنيسة اللوثرية كدين لدولتهم تشمل بلدان الشمال الأوروبي أو الدول الإسكندنافية. نسبة أتباع الكنيسة اللوثرية هي مرتفعة جدًا بين عامة السكان، إلا نسبة المداومين على حضور الصلاة والشعائر الدينية هي الأقل أوروبيًا.
- الدنمارك: وفقًا للفقرة الرابعة من دستور الدنمارك تعد كنيسة الدنمارك اللوثرية الدين الرسمي.[20]
  -  جزر فارو: كنيسة جزر فارو اللوثرية هي الكنيسة الرسمية للدولة في جزر فارو، وهي منطقة تابعة للدنمارك.
  -  جرينلاند: كنيسة الدنمارك هي الكنيسة الرسمية للدولة في جرينلاند، وهي منطقة تابعة للدنمارك.
- آيسلندا: يؤكد الدستور الأيسلندي أن كنيسة أيسلندا هي دين الدولة.[21] (76,81% من السكان من أتباع الكنيسة اللوثرية في 1 يناير 2012)[22]
- النرويج: ينص الدستور النرويج أن «كنيسة النرويج اللوثرية، وهي الكنيسة الإنجيلية اللوثرية، ستبقى دين الشعب الدولة».[23]

آخرى
الكنيسة الإنجيلية اللوثرية الفنلندية في فنلندا لديها علاقة خاصة مع الحكومة الفنلندية، وصف هيكلها الداخلي في قانون خاص، أو قانون الكنيسة. لا يمكن تعديل قانون الكنيسة إلا بقرار من المجمع الكنسي للكنيسة الإنجيلية اللوثرية والتصديق اللاحق من قبل البرلمان. قانون الكنيسة محمي من قبل الدستور الفنلندي، والدولة لا يمكنها تغيير قانون الكنيسة دون تغيير الدستور. الكنيسة لديها القدرة على فرض الضرائب على أعضائها وجميع الشركات بحالة كانت أغلبية المساهمين فيها هي أعضاء في الكنيسة اللوثرية الفنلندية. من جهة أخرى، يطلب من الكنيسة أن تعطي مكان الدفن للجميع في المقابر فيها. في نهاية عام 2011 كان 77.2% من السكان أعضاء في الكنيسة الإنجيلية اللوثرية الفنلندية. الرئيس الفنلندي يقرر أيضًا مواضيع ليوم الشفاعة. الكنيسة لا تعتبر نفسها كنيسة الدولة، والدولة الفنلندية لا تملك القدرة على التأثير في أعمال الكنيسة الداخلية أو اللاهوتية، على الرغم من أنه لديها حق النقض في هذه التغييرات من الهيكل الداخلي الذي يتطلب تغيير قانون الكنيسة.
حتى عام 2000 كانت  السويد تملك كنيسة رسمية وهي كنيسة السويد اللوثرية وفي حين فان الملك كارل السادس عشر غوستاف هو رئيس كنيسة السويد اللوثرية. تفيد إحصائيات نهاية عام 2009 أن 71.3% من السويديين ينتمون إلى كنيسة السويد (اللوثرية). رغم رغم ذلك فإن نسبة المواظبين على حضور الكنيسة في أيام الأحد تتقلص إلى 2% فقط. يعود سبب هذا العدد الكبير من الأعضاء غير الفاعلين إلى أنه وحتى عام 1996 كان المولودون الجدد يعتبرون تلقائياً أعضاء في كنيسة السويد إذا ما انتمى إليها أحد الأبوين. منذ عام 1996 لا يحتسب إلا الأطفال المعمدون.

##### إصلاحية
الدول التي تتخذ المذهب الكالفيني البروتستانتي كديانة رسمية:
- توفالو: تعد كنيسة توفالو، الكنيسة البروتستانتية في التقليد الأبرشاني الكالفيني، الكنيسة الرسمية لدولة توفالو وتأسست على هذا النحو في عام 1991. يحدد دستور توفالو بأنها «دولة مستقلة على أساس المبادئ المسيحية».

آخرى
منذ الإصلاح البروتستانتي في  إسكتلندا، وكنيسة اسكتلندا المشيخية والمعروفة باسم كيرك، هي الكنيسة الوطنية للشعب الإسكتلندي، وهي كنيسة بروتستانتية تتبع اللاهوت الكالفيني. ومنذ منذ عام 1689 كان للكنيسة نظام مشيخي حكومي، وتتمتعت باستقلالية عن الدولة.
جميع الكانتونات السويسرية تعطي اعتراف رسمي إلى كل من الكنيسة الكاثوليكية والكنيسة البروتستانتية السويسرية (الكالفينية)، بإستثناء جنيف ونوشاتيل. سويسرا نفسها لا يوجد لديها دين رسمي أو دين دولة.

#### الإنجليكانية
الدول التي تعترف في الكنيسة الانجليكانية كديانة رسمية:
- إنجلترا: كنيسة إنجلترا

كنيسة إنجلترا هي الكنيسة الرسمية لإنجلترا واتخذت الملكية في المملكة المتحدة لقب «حامي الإيمان» (باللاتينية: Rex Christianissimus)، اليوم الملك تشارلز الثالث يحمل لقب «حامي الإيمان» و«حامي العقيدة» والمقصود بها الإيمان المسيحي، والرأس الأعلى للكنيسة الأنجليكانية. وهي أيضًا الكنيسة الأم في العالم الانغليكاني. حيث أنها مهد الكنيسة الانجليكانية. الملك في المملكة المتحدة هو رأس الكنيسة، وهو يتصرف بوصفه الحاكم الأعلى. وهناك حوالي 76 مليون من أتباع كنيسة إنجلترا، وهي تشكل جزءاً من الطائفة الانجيلية، ويعتبر رئيس أساقفة كانتربري المتصرف رئيسًا رمزيًا في جميع أنحاء العالم.
في مقعد اللوردات، لكبار المطارنة وجود عن طريق 26 من الأساقفة في الكنيسة الانجليكانية الذين لهم مقعدًا في البرلمان البريطاني وفي مجلس اللوردات. منهم رئيس أساقفة كانتربري، رئيس أساقفة يورك، أسقف لندن، أسقف دورهام، وأسقف وينشستر.

#### الميثودية
الدول التي تعترف في الكنيسة الميثودية كديانة رسمية:
- تونغا: صبحت تونغا دولة مسيحية على المذهب الميثودي في عهد جورج توبو الأول في القرن التاسع عشر، من خلال اعتماد الكنيسة الويلسيّة الحرة دين الدولة، وتعتبر كنيسة الويلسيّة عضوًا في مجلس الكنائس الميثودية. في ظل حكم جورج الأول، تأسست «رقابة دستوريّة صارمة لتنظيم السبت».

### البلدان الإسلامية
العديد من البلدان ذات الأغلبية المسلمة تعترف في الإسلام دينًا رسميًا لها. التبشير من قبل الديانات الأخرى في كثير من الأحيان غير قانوني.

#### الإسلام (من غير طائفة)
- باكستان[31]
- العراق
- بنغلادش
- جيبوتي
- تونس: (حسب الدستور الدولة لا دين لها لكن ينص ان الشعب التونسي جزء من الأمة الاسلامية)

#### إسلام سني
- أفغانستان: المادتين الأولى والثانية في دستور أفغانستان
- الجزائر: المادة الثانية في دستور الجزائر
- بروناي: المادة الثالثة في دستور بروناي
- جزر القمر
- مصر: المادة الثانية في دستور مصر 2014
- الأردن: المادة الثانية في دستور الأردن
- ليبيا
- المالديف
- ماليزيا: المادة الثالثة في دستور ماليزيا
- موريتانيا: المادة الخامسة في دستور موريتانيا
- المغرب
- قطر: المادة الأولى في دستور قطر
- السعودية: المادة الأولى في النظام الأساسي
- الصومال: المادة الثانية في دستور الصومال
- الإمارات العربية المتحدة
- سوريا

#### الشيعة
- إيران (ثيوقراطية)

#### الأباضية
- عمان

#### تفاوت بين المذهبين السني والشيعي
- الكويت
- اليمن (فقه زيدي بين أتباع الزيدية)
- البحرين

### البلدان البوذية
الحكومات التي تعترف في البوذية، إو في شكل محدد من أشكال البوذية كدين رسمي:

#### ثيرافادا
- كمبوديا.[32]

آخرى
الدستور في سري لانكا يعطي البوذية «المكان الأول»، ومع ذلك، لم يعترف بالبوذية كدين للدولة.
وبالمثل، في تايلاند، وحسب الوثيقة التايلندية لعام 2007 يذكر الدستور على أنّ البوذية «دين التقاليد التايلندية ومعظم سكانها» ومع ذلك، فإنه لا يدعى رسميًا كدين للدولة.

#### فاجرايانا البوذية
- بوتان: دروكبا كاجيو المدرسة للبوذية التبتية.[34]

### بلدان يهودية
تعرف إسرائيل نفسها في العديد من قوانينها على أنها «دولة يهودية وديمقراطية». ومع ذلك، فإن مصطلح «اليهودي» هو متعدد المعاني حيث قد يكون يعني اليهودية كشعب أو قومية أو عرقية، أو معنى ديني على كون اليهودية هي ديانة، أو الاثنين على أنّ الدولة دولة يهودية بمعنى عرقيًا ودينيًا وثقافيًا.
في الوقت الحاضر، لا يوجد قانون محدد أو بيان رسمي يعتر الديانة اليهودية الدين الرسمي للدولة. ومع ذلك، فإن دولة إسرائيل تدعم المؤسسات الدينية، خاصًة اليهودية الأرثوذكسية. كما أن القوانين الإسرائيلية هي قوانين مدنية علمانية ولا تستقي تشريعاتها من التلمود أو التوراة.